# Pycnonotus luteolus
Pycnonotus luteolus là một loài chim trong họ Pycnonotidae.